# Louise Nimb
Louise Nimb, 1842, död 1903, var en dansk affärsidkare. Hon var gift med restaurangägaren Vilhelm Christopher Nimb, ägare av den berömda Nyholte Kro, som betjänade de kungliga kuskarna, och var en erkänd medarbetare i makens verksamhet, som hon med framgång utvecklade betydligt till ett nät av restauranger i Köpenhamn. Hon utgav kokboken Fru Nimbs Kogebog 1888 och ytterligare en kokbok 1896. 
Hon var dotter till grosshandlare Aron Abraham Gunst (ca. 1783–1866) och Zerina Dellevie (ca. 1801–1864) och gifte sig 1861 med restaurangägaren Vilhelm Christopher Nimb (1830–1900). Direkt efter giftermålet övertog paret tillsammans en restaurang, som gradvis utökades till en kedja restauranger i Köpenhamn under 1860- och 70-talen. Som gift kvinna var hon formellt sett omyndig, men i praktiken drev hon och hennes make restaurangverksamheten gemensamt. 